# Ebrahima Sawaneh
Ebrahima Sawaneh dit Ibou, né le 7 septembre 1986 à Banjul, est un footballeur gambien. Il évolue au poste d'attaquant à l'Union Titus Pétange.

## Carrière
Après deux saisons au sein du club belge du KSK Beveren en D1 puis en D2, Ebrahima « Ibou » Sawaneh signe en juillet 2008 au KV Courtrai. N'ayant pas convaincu, il est prêté à Malines puis à Mons où il marque 8 buts en championnat et participe à la bonne saison du club avec Jérémy Perbet. 
En 2012, il est engagé pour trois saisons à Oud-Heverlee Louvain. Il débute très bien la saison en inscrivant 11 buts lors des 9 premières journées.